# Medina ouelleti
Medina ouelleti är en tvåvingeart som först beskrevs av Charles Howard Curran 1925.  Medina ouelleti ingår i släktet Medina och familjen parasitflugor. Inga underarter finns listade i Catalogue of Life.